# 氯喹酮
氯喹酮（英语：Cloroqualone）是一种喹唑啉酮类GABA能药物，是80年代开发的甲喹酮的类似物，主要在法国和其他一些欧洲国家销售。由于其对σ1受体和GABAA受体的β亚型的激动剂活性，它具有镇静和镇咳特性，并且作为止咳药单独或与其他成分组合出售。氯喹酮的镇静作用比甲喹酮弱，因其有效的止咳作用而被出售，但由于担心其可能被滥用和服用过量，于1994年从法国市场撤出。